# Sphaeramene microtylotos
Sphaeramene microtylotos är en kräftdjursart som beskrevs av Barnard 1955. Sphaeramene microtylotos ingår i släktet Sphaeramene och familjen klotkräftor. Inga underarter finns listade i Catalogue of Life.